# سیارک ۱۹۷۳۸
سیارک ۱۹۷۳۸ (به انگلیسی: 19738 Calinger، نامگذاری:2000AS97) نوزده هزار و هفتصد و سی و هشتمین سیارک کشف شده‌است که در ۴ ژانویه ۲۰۰۰ کشف شد.
قدر مطلق سیارک برابر ۱۸.۶ است.